# Lijst van vlaktes op Venus
Dit is een lijst van vlaktes op Venus. Een vlakte kan "planitia" of "planum" heten, afhankelijk van de hoogte. Volgens de regels voor planetaire nomenclatuur van de Internationale Astronomische Unie (IAU) zijn op Venus de planitiae genoemd naar mythologische heldinnen en de plana naar liefdesgodinnen.

## Planitiae
Planitia (meervoud planitiae) is Latijn voor vlakte en is de term van de IAU voor een laagvlakte.
| Naam                  | Breedtegraad | Lengtegraad | Diameter (km) | Jaar | Genoemd naar                                                                                    |
| --------------------- | ------------ | ----------- | ------------- | ---- | ----------------------------------------------------------------------------------------------- |
| Aibarchin Planitia    | 73.0 S       | 25.0 E      | 1200          | 1997 | Oezbeekse heldin uit het episch verhaal "Alpamysh"                                              |
| Aino Planitia         | 40.5 S       | 94.5 E      | 4985          | 1982 | Finse heldin die een watergeest werd                                                            |
| Akhtamar Planitia     | 27.0 N       | 65.0 E      | 2700          | 1997 | Armeense epische heldin                                                                         |
| Alma-Merghen Planitia | 76.0 S       | 100.0 E     | 1500          | 1997 | Mongools/Tibetaans/Boerjatische heldin uit het episch verhaal "Gheser"                          |
| Atalanta Planitia     | 45.6 N       | 165.8 E     | 2050          | 1982 | Griekse mythologische heldin                                                                    |
| Audra Planitia        | 59.8 N       | 92.3 E      | 1860          | 1991 | Litouwse zeemeesteres                                                                           |
| Bereghinya Planitia   | 28.6 N       | 23.6 E      | 3900          | 1985 | Slavische watergeest                                                                            |
| Dzerassa Planitia     | 15.0 S       | 295.0 E     | 2800          | 1997 | Ossetische epische heldin Dzerassae, de goudharige dochter van de waterkoning                   |
| Fonueha Planitia      | 44.0 S       | 48.0 E      | 3000          | 1997 | Blinde oude vrouw die een haai werd, uit een Samoaanse volksverhaal                             |
| Ganiki Planitia       | 40.0 N       | 202.0 E     | 5160          | 1985 | Siberische watergeest en zeemeermin                                                             |
| Guinevere Planitia    | 21.9 N       | 325.0 E     | 7520          | 1982 | Guinevere, vrouw van Koning Arthur uit de Arthurlegende                                         |
| Gunda Planitia        | 16.0 S       | 267.0 E     | 1200          | 1997 | Abchazische epische heldin, knappe zuster van de gigantische ridders                            |
| Helen Planitia        | 51.7 S       | 263.9 E     | 4360          | 1982 | Griekse heldin Helena van Troye                                                                 |
| Hinemoa Planitia      | 5.0 N        | 265.0 E     | 3700          | 1997 | Heldin uit een Maori-verhaal die naar haar vriend over het Rotoruameer                          |
| Imapinua Planitia     | 60.0 S       | 142.0 E     | 2100          | 1997 | Eskimo-zeemeesteres (Groenland)                                                                 |
| Kanykey Planitia      | 10.0 S       | 350.0 E     | 2100          | 1997 | Kirgizische heldin en echtgenote van de ridder Manas, uit het epische verhaal "Manas"           |
| Kawelu Planitia       | 32.8 N       | 246.5 E     | 3910          | 1985 | Hawaiiaanse mythologische heldin, gestorven en weer tot leven gewekt                            |
| Laimdota Planitia     | 58.0 S       | 117.0 E     | 1800          | 1997 | Laimdota, Letse mythologische heldin                                                            |
| Lavinia Planitia      | 47.3 S       | 347.5 E     | 2820          | 1982 | Lavinia, Romeinse heldin en tweede vrouw van Aeneas                                             |
| Leda Planitia         | 44.0 N       | 65.1 E      | 2890          | 1982 | Leda, moeder van Helena, Griekse mythologie                                                     |
| Libuše Planitia       | 60.0 N       | 290.0 E     | 1200          | 1997 | Tsjechische sprookjesheldin, wijste van drie zussen.                                            |
| Llorona Planitia      | 18.0 N       | 145.0 E     | 2600          | 1997 | La Llorona, Mexicaans/Spaanse heldin uit de volksverhalen                                       |
| Louhi Planitia        | 80.5 N       | 120.5 E     | 2440          | 1985 | Karelisch-Finse Moeder van het noorden.                                                         |
| Lowana Planitia       | 43.0 N       | 98.0 E      | 2700          | 1997 | Australisch inheemse heldin; woonde alleen bij de zee en weefde manden                          |
| Mugazo Planitia       | 69.0 S       | 60.0 E      | 1500          | 1997 | Vietnamese heldin                                                                               |
| Navka Planitia        | 8.1 S        | 317.6 E     | 2100          | 1982 | Oost-slavische zeemeermin                                                                       |
| Niobe Planitia        | 21.0 N       | 112.3 E     | 5008          | 1982 | Niobe, Griekse mythologie, haar 14 kinderen gedood door Artemis en Apollo.                      |
| Nsomeka Planitia      | 53.0 S       | 195.0 E     | 2100          | 1994 | Heldin uit de Bantoe-cultuur                                                                    |
| Nuptadi Planitia      | 73.0 S       | 250.0 E     | 1200          | 1997 | Volksheldin met een magische beschermend gewaad, uit de Mandan-legende                          |
| Rusalka Planitia      | 9.8 N        | 170.1 E     | 3655          | 1982 | Roesalka, een wezen (waternimf of watergeest) uit de Slavische mythologie.                      |
| Sedna Planitia        | 42.7 N       | 340.7 E     | 3570          | 1982 | Sedna, godin uit de Inuit-mythologie, haar vingers werden zeehonden en walvissen                |
| Snegurochka Planitia  | 86.6 N       | 328.0 E     | 2775          | 1985 | Sneeuwmeisje in Russische volksverhalen, die smolt in de lente                                  |
| Sogolon Planitia      | 8.0 N        | 107.0 E     | 1600          | 1997 | Malinese (Mandingo) epische heldin, buffelvrouw, moeder van een reus                            |
| Tahmina Planitia      | 23.0 S       | 80.0 E      | 3000          | 1997 | Iraanse epische heldin, echtgenote van de ridder Rostam                                         |
| Tilli-Hanum Planitia  | 54.0 N       | 120.0 E     | 2300          | 1997 | Heldin uit een Azerbeidzjaans episch verhaal                                                    |
| Tinatin Planitia      | 15.0 S       | 15.0 E      |               | 1994 | Georgische epische heldin                                                                       |
| Undine Planitia       | 13.0 N       | 303.0 E     | 2800          | 1997 | Ondine, Litouwse waternimf en zeemeermin                                                        |
| Vellamo Planitia      | 45.4 N       | 149.1 E     | 2155          | 1985 | Karelisch-Finse zeemeermin                                                                      |
| Vinmara Planitia      | 53.8 N       | 207.6 E     | 1635          | 1985 | Zwanenmaagd die de zeegod Qat op aarde hield door haar vleugels te verbergen (Nieuwe Hebriden). |
| Wawalag Planitia      | 30.0 S       | 217.0 E     | 2600          | 1997 | Twee zussen, de Wawalag genoemd, in de Yolngu-mythologie (Arnhemland, Australië).               |
| Zhibek Planitia       | 40.0 S       | 157.0 E     | 2000          | 1997 | Kazachse heldin uit het episch verhaal "Kyz-Zhibek"                                             |

## Plana
Planum (meervoud plana) is Latijn voor plateau en is de term van IAU voor een hoogvlakte.
| Naam             | Breedtegraad | Lengtegraad | Diameter (km) | Jaar | Genoemd naar                                                      |
| ---------------- | ------------ | ----------- | ------------- | ---- | ----------------------------------------------------------------- |
| Astkhik Planum   | 45.0 S       | 20.0 E      | 2000          | 1997 | Astłik – Armeense godin van liefde en vruchtbaarheid              |
| Lakshmi Planum   | 68.6 N       | 339.3 E     | 2345          | 1979 | Lakshmi, hindoeïstische godin van vruchtbaarheid en liefde        |
| Turan Planum     | 13.0 S       | 116.5 E     | 800           | 2003 | Turan, Etruskische godin van liefde, gezondheid en vruchtbaarheid |
| Viriplaca Planum | 20.0 S       | 112.0 E     | 1200          | 2003 | Viriplaca, Romeinse godin van huwelijksliefde en geluk            |